# OmniWeb
OmniWeb — браузер, разработанный и продаваемый компанией The Omni Group исключительно для операционной системы Apple macOS. Несмотря на то, что стабильная версия больше не поддерживается, она по-прежнему доступна для бесплатного скачивания, а новые версии продолжают выпускаться.

## История
Изначально OmniWeb был разработан компанией Omni Group для платформы NeXTSTEP и выпущен компанией Lighthouse Design 17 марта 1995 года, всего через месяц после начала разработки. По мере того как NeXTSTEP превращался в OPENSTEP, а затем в Mac OS X, OmniWeb был адаптирован для работы на этих платформах. Данные ранние версии OmniWeb также работали на Microsoft Windows с помощью фреймворков Yellow Box или OpenStep. После того как Sun Microsystems приобрела Lighthouse Design, Omni Group выпустила продукт начиная с версии 2.5. Начиная с версии 4.0, OmniWeb разрабатывался исключительно для платформы OS X.
OmniWeb был разработан с использованием API-интерфейса Cocoa, что позволяет ему в полной мере использовать возможности OS X. Также он использует Quartz для рендеринга изображений и сглаживания текста. При наличии нескольких процессоров он использует их, а также интерфейс с функциями Aqua UI, такими как панели, листы и настраиваемые панели инструментов.
Изначально Omni Group использовала собственный механизм разметки HTML, который использует стандартные компоненты API NSText. Однако этот движок работал очень медленно, особенно при прокрутке, и не был полностью совместим с новейшими веб-стандартами, такими как каскадные таблицы стилей. В OmniWeb версии 4.5 группа Omni Group использовала движок рендеринга WebCore на базе KHTML от Apple, который был создан компанией Apple для браузера Safari.
11 августа 2004 года компания Omni Group выпустила версию 5.0 OmniWeb, в которой появилось несколько новых функций. Наиболее заметным дополнением стала необычная реализация просмотра с вкладками, при которой вкладки отображаются вертикально в панели сбоку от окна (с возможностью добавления миниатюр страниц.) Несмотря на споры о преимуществах панели вкладок перед панелью инструментов с вкладками, эта функция сохранилась в финальной версии.
7 сентября 2006 года была выпущена версия 5.5. Основные новые функции включают использование пользовательской версии WebKit вместо WebCore, двоичная поддержка, сохранение в веб-архиве, поддержка пользовательских таблиц стилей, функция «Выбрать следующую ссылку», отображение папок FTP, улучшения в блокировке рекламы, обновлённые локализации и множество других мелких изменений и исправлений ошибок.
OmniWeb был флагманским приложением Omni Group, но по мере совершенствования веб-браузеров OS X — Apple в конечном итоге интегрировала Safari в OS X — и Omni успешно представила другие продукты, такие как OmniGraffle и OmniOutliner, важность OmniWeb снизилась. Цена на OmniWeb последовательно снижалась: сначала до 39,95 долларов, а затем, 24 февраля 2009 года, Omni Group объявила, что OmniWeb будет доступен бесплатно.